# Калистратов, Геннадий Степанович
Геннадий Степанович Калистратов (род. 27 июля 1940, Осиновский Заводчик, Челябинская область) — советский  инженер,  российский государственный деятель, почётный энергетик Российской Федерации, народный депутат РСФСР, член Совета Национальностей Верховного Совета Российской Федерации, депутат Государственной Думы Федерального собрания Российской Федерации I созыва. Заслуженный энергетик Российской Федерации (2000).

## Биография
Геннадий Степанович Калистратов родился 27 июля 1940 года в семье рабочего в посёлке Осиновский Заводчик Липняговского сельсовета Каргапольского района Челябинской области, ныне посёлок сельского типа Красный Бор входит в Каргапольский муниципальный округ Курганской области.
После окончания Курганского железнодорожного училища № 1 работал слесарем по ремонту вагонов на станции Курган.
С 1959 по 1962 годы служил в рядах Советской Армии. Демобилизовавшись, поступил в Уральский электромеханический институт инженеров железнодорожного транспорта. Окончив два курса дневного отделения, перевёлся на заочное отделение института, которое окончил в 1968 году, получив специальность «Инженер путей сообщения — электромеханик».
С 1962 года работал слесарем, мастером на заводе «Уралсельмаш», мастером, начальником службы в Курганских электрических сетях Челябэнерго.
В 1977 году вступил в КПСС.
В 1977 году назначен главным инженером, а в 1979 году — директором Шадринских электрических сетей управления Челябэнерго. С 1984 по 1990 годы работал управляющим трестом «Зауралсельэлектросетьстрой».
Участник ликвидации последствий Спитакского землетрясения в Армении 1988 года.
В 1989—1990 годах первый заместитель начальника — главный инженер Главного управления Сельэлектросетьстройя Министерства энергетики СССР, г. Москва.
Заместитель руководителя департамента акционерного общества «Единая энергетическая система России», г. Москва.

### Общественно-политическая деятельность
Активно участвовал в общественной жизни, избирался депутатом Шадринского городского Совета народных депутатов.
18 марта 1990 года избран по национально-территориальному округу № 51 (Курганская область) народным депутатом РСФСР, член Совета Национальностей Верховного Совета Российской Федерации, заместитель председателя Комитета Верховного Совета по промышленности и энергетике, член фракции «Промышленный союз».
С декабря 1990 года принимал участие в работе Комиссии Съезда народных депутатов РСФСР по разработке предложений к проекту Союзного договора.
В 1993 году избран депутатом Государственной Думы Федерального собрания Российской Федерации I созыва (Западный округ № 97, Курганская область). Был членом фракции Аграрной партии России, членом комитета Государственной Думы по промышленности, строительству, транспорту и энергетике, с 22 июля 1995 года координатором депутатской группы «Новая региональная политика».
С 1995 по 1999 годы работал в Государственной Думе Федерального собрания Российской Федерации II созыва советником Комитета по промышленности, строительству, транспорту и энергетике.

## Награды и звания
- Юбилейная медаль «За доблестный труд. В ознаменование 100-летия со дня рождения Владимира Ильича Ленина»[4][1]
- Заслуженный энергетик Российской Федерации (2000)[5]
- Почётный энергетик Российской Федерации[1]

## Семья
- Отец — Степан Кондратьевич (1903—1942, погиб на фронте)[6]
- Жена — Ирина Гавриловна
- Сын — Игорь (род. 1964), предприниматель, ранее учитель
- Дочь — Татьяна (род. 1973), служащая
- Внук — Юрий (род. 1995)